# Лизунов, Пётр Викторович
Пётр Викторович Лизунов(род. 10 июля 1976, Тверь) — российский художник и скульптор, член Российского Союза Художников (с 2003 года).  

## Биография
Родился в 1976 году в Твери в семье потомственного военного Виктора Петровича Лизунова и его жены Галины Ивановны Лизуновой, которая была  музыкантом.
Одновременно с окончанием общеобразовательной школы, окончил музыкальную школу № 1 города Твери по классу виолончели, проучившись там 7 лет. Неожиданно для родителей принял решение о поступлении в Тверское художественное училище им. А.Г. Венецианова, на живописно-педагогическое отделение. После окончания училища переехал в Москву, где поступил в поступил в Московский Государственный университет сервиса на Институт информационных технологий, который окончил в 2004 году.
Участник многих российских и международных выставок.

## Достижения
- Член Ленинградского Товарищества Свободных Художников (с 1998 года),
- Член Российского Союза Художников (с 2003 года),
- Член Международной Федерации Художников ЮНЕСКО (с 1999 года).

## Стиль
Декоративные фактуры, собственный стиль, нестандартные цветовые решения, авторские техники Петра Лизунова, которые он многие годы разрабатывал сам, создают эффект присутствия во всех его работах.
Сам художник описывает свои работы как «путешествия, полные открытий…».
Является одним из основателей аукционного дома "Артефакт".

## Выставки
- 2001 год: "Осенняя выставка" (Москва, МСХ);
- 2002 год: Персональная выставка в Американском посольстве (Москва);
- 2003 год: Персональная выставка (Москва, Центральный дом художника).
- 2005 год: Выставка «Moscow-London-transit» (Москва, галерея «Кентавр»);
- 2005 год: Выставка в галерее «Лаврушин» (Россия, Москва, ЦВЗ «Манеж»);
- 2006 год: Персональная выставка в Доме Национальностей (Россия, Москва)
- 2009 год: "Патина времен и странствий" (Россия, Москва, Центральный дом художника)
- 2011 год: «Артэкспо Нью-Йорк» (США, Нью-Йорк);
- 2011 год: «Contemporary Art Fair» (США, Нью-Йорк);
- 2011 год: «Арт Майами» (США, Майами);
- 2012 год: «Лос-Анджелес Арт Шоу» (США, Лос-Анджелес);
- 2013 год: «Артэкспо Нью-Йорк» (США, Нью-Йорк);
- 2018 год: "Артефакты" (Россия, Москва, Галерейный центр"Артефакт")
- 2019 год: "Мифы и легенды" (Россия, Москва, Галерейный центр"Артефакт")
- 2022 год: Открытие собственной галереи и постоянной действующей экспозиции (Россия, Москва, Галерея-мастерская Петра Лизунова)